# Géographie des transports

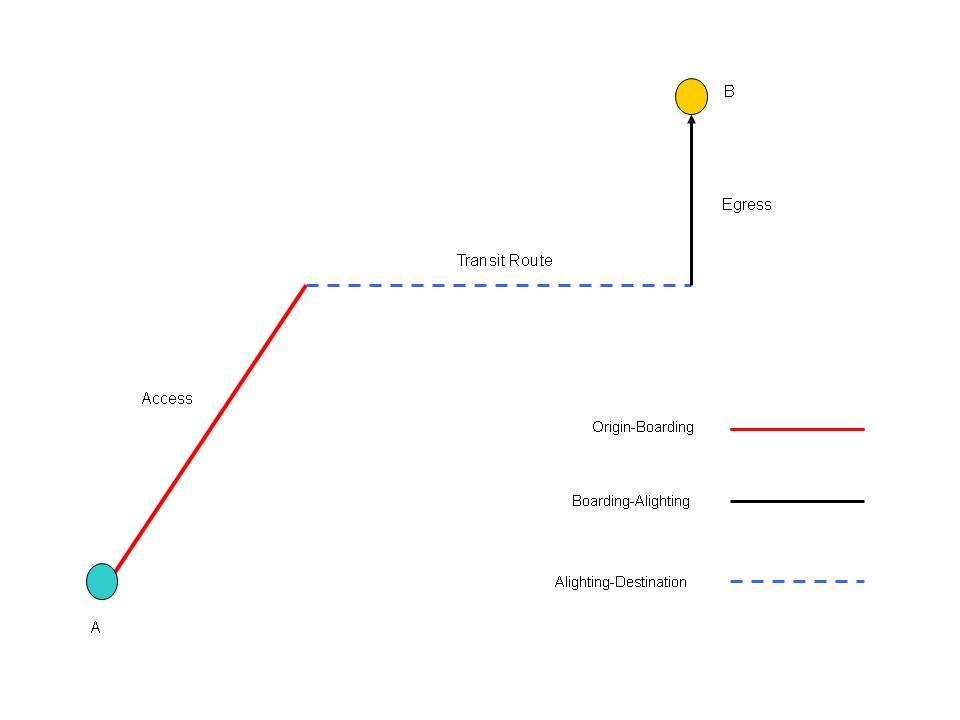
Image décrivant les différentes composantes d’un déplacement en transport en commun.

La géographie des transports est la branche de la géographie qui s'attache à l'étude des mouvements de marchandises, de passagers et d'informations, ainsi que des infrastructures qui les sous-tendent. Elle s'intéresse aux attributs et aux contraintes de l'espace en vue de les mettre en relation avec l'origine, la destinations, la nature et la raison d'un mouvement.